# Bá tước xứ Mar
Bá tước xứ Mar (tiếng Anh: Earl of Mar) hiện tại có 2 tước vị bá tước xứ Mar trong Đẳng cấp quý tộc Scotland, và danh hiệu này đã được tạo ra 7 lần trong suốt lịch sử. Người nắm giữ Bá tước xứ Mar thứ nhất là Margaret của Mar, Nữ bá tước thứ 31 xứ Mar, đồng thời là trưởng tộc của Thị tộc Mar. Vị bá tước xứ Mar thứ 2 là James Erskine, Bá tước thứ 14 xứ Mar và Bá tước thứ 16 xứ Kellie, nắm giữ, ông cũng là tộc trưởng của Thị tộc Erskine.
Bá tước xứ Mar được nêu tên đầu tiên là Ruadrí, người được biết là còn sống vào năm 1128, mặc dù một bá tước giấu tên được đề cập là có mặt trong Trận Clontarf năm 1014. Năm 1435, bá tước bị Vua James II chiếm giữ và sau đó được trao cho một số đứa trẻ hoàng gia không có người thừa kế. Lần tạo ra thứ 6 được trao cho James Stewart, con trai ngoài giá thú của Vua James V, người đã bị tước bỏ danh hiệu sau một cuộc nổi loạn năm 1565.
Tước hiệu này sau đó được trao cho John Erskine, hậu duệ của các bá tước ban đầu. Năm 1866, bá tước lúc đó qua đời mà không có con, và không rõ liệu bá tước nên truyền cho người thừa kế nam (hereditary successor) hay người thừa kế thân thể (Heirs of the body). Điều này cuối cùng đã dẫn đến hai quyết định của Viện quý tộc Anh nhằm tạo ra hai tước vị bá tước. Năm 1875, Viện quý tộc ra phán quyết rằng ngôi vị bá tước được trao cho John Erskine vào năm 1565 là lần tạo ra thứ bảy, không phải là sự tiếp nối của lần đầu tiên và nó sẽ được chuyển cho những người thừa kế nam. Tuy nhiên, vào năm 1885, Thượng viện đã thông qua và Quốc hội ban hành Đạo luật Bồi thường Bá tước xứ Mar, trong đó tuyên bố rằng việc tạo ra bá tước đầu tiên vẫn tồn tại và do người thừa kế thân thể của các bá tước ban đầu nắm giữ.
Một số bá tước xứ Mar đã nổi bật trong lịch sử Scotland. Đặc biệt John Erskine (mất 1572) giữ chức Nhiếp chính Scotland sau khi Mary, Nữ vương Scotland thoái vị, và John Erskine (1675–1732) là một chỉ huy Jacobite trốn sang Pháp.